# Полицейска история (филм, 1975)
„Полицейска история“ (на френски: Flic Story) е френски игрален филм – криминален трилър, излязъл по екраните през 1975 година, режисиран от Жак Дере. Главните роли се изпълняват от Ален Делон и Жан-Луи Трентинян. Сценарият, написан от Алфонс Будар, е базиран на автобиографията на френския детектив Роже Бурниш.

## Сюжет
Внимание:  Текстът по-долу разкрива сюжета на произведението (или части от него)!
Произведението представя действителен случай от кариерата на реално съществувалия детектив Бурниш, който поема случай по издирването на изключително опасен престъпник, избягал от затвора непосредствено след края на Втората световна война.

## В ролите
| Изпълнител        | Роля                            |
| ----------------- | ------------------------------- |
| Ален Делон        | Роже Бурниш                     |
| Жан-Луи Трентинян | Емил Бюсон                      |
| Ренато Салватори  | Марио Пончини, италианеца       |
| Клодин Оже        | Катрин, годеница на Бурниш      |
| Морис Бира        |                                 |
| Андре Пус         | Жан-Баптист Бюсон, брат на Емил |
| Марио Давид       | Раймон Пелтие                   |
| Пол Кроше         | Пол Робиер                      |
| Денис Мануел      | Люсиен Даро                     |
| Марко Перин       |                                 |
| Анри Гибе         |                                 |
| Морис Барие       | Рене Болек                      |
| Франсоаз Дорне    | Сюзан Болек, сестра на Рене     |
| Вилиам Сабатие    | Анже                            |
| Адолфо Ластрети   | Жано                            |

## Рецензия
„Полицейска история“ е сред върховите постижения на режисьора Дере точно в предпочитания от него т.нар. полицейски жанр. С цялостната си атмосфера и внимание към дребните детайли, изграждането на произведението показва почит към класическите американски филми в сферата на филм ноар. Откриват се и съществени прилики и влияния и от френския образец в жанра „Самураят“ (1967) на Жан-Пиер Мелвил. 